# Vicente Arcuri
Vicente Arcuri (Valencia, Venezuela, 15 de octubre de 1980) es un músico, y arreglista de rock especializado en el género conocido como Heavy metal. Actualmente es el baterista de Gillman. También es fundador y baterista de la banda Arcuri Overthrow, junto a su hermano Felipe Arcuri, bajista de Arkangel.

## Historia
Vicente Arcuri comienza a escuchar rock desde muy niño, tras observar a su hermano Felipe escuchar los trabajos discográficos de bandas como Black Sabbath, Deep Purple, Iron Maiden, Arkangel, y Gillman, entre otros. A los 15 años, luego de asistir a ensayos de la banda de rock sinfónico valenciana Aleph, donde militaba su hermano, le llama la atención la batería, pero lo que realmente lo marca para su futura carrera musical fue el presenciar meses después, a pocos metros de distancia, la destreza y agilidad del manejo del instrumento de parte de Giorgio Picozzi, baterista de Arkangel, durante unos ensayos de la banda, a la cual ya pertenecía su hermano. Tras mucha práctica, forma una banda de covers de Iron Maiden, llamada Maiden Up, pero no logra ninguna presentación, pero toca temas eclesiásticos, como batería de una banda de la iglesia del Colegio Don Bosco de Valencia, donde cursaba estudios. 
2 años, más tarde, en 1997, compra su primera batería, e inicia ensayos con una banda llamada Soul Assylum, integrada por varios amigos de la infancia, entre ellos, Luis González (quién fuera luego vocalista de Arkangel). De forma simultánea, Vicente comienza un proyecto denominado Contenido Neto, banda enmarcada en una fusión pop-rock, y con dicha banda tuvo la oportunidad de abrirle a Arkangel, en la ciudad de Bejuma, el 15 de julio de 2000. Luego paralelamente, pasa a formar parte de la banda valenciana Atiko, la cual abandona tiempo después por motivos relacionados con sus estudios universitarios.
En 2002, funda junto a su hermano Felipe, un proyecto experimental llamado Black Rainbow, primera banda de Heavy metal en Venezuela, solo con bajo y batería, y de forma paralela, comienza a tocar en la banda Delirio Extremo, un power trio de thrash metal, proyecto que tuvo una actuación exitosa en unas eliminatorias del Festival Nuevas Bandas realizado en el Tecnológico de Música Valencia, donde Vicente ejecutó en vivo su primer solo de batería, impresionando al público asistente. 
A mediados de 2003, recibe la oportunidad de audicionar para la banda Gillman, saliendo airoso de dichas audiciones, y desde ese momento forma parte de esta agrupación legendaria del heavy metal venezolano, liderada por Paul Gillman (a excepción de una pausa de algo más de un año: entre octubre de 2010 y principios de 2012). Con la banda ha realizado múltiples grabaciones, participando en festivales y alternando junto a grandes bandas del género, en países como Colombia, Ecuador, Argentina, Italia, y Bielorrusia. El 3 de diciembre de 2010, actúa como baterista invitado de la banda de metal progresivo Sexto Sonar, en un tributo a Iron Maiden.
Desde 2011, el proyecto, junto a su hermano, denominado inicialmente Black Rainbow, evoluciona y pasa a llamarse Arcuri Overthrow, y lanzan varios sencillos, compilados en un EP denominado "Inicio", con la participación de varias figuras del rock latinoamericano como invitados, entre ellos, el cantante Elkin Ramírez de Kraken, y el tecladista Hugo Bistolfi de Rata Blanca.
El 18 se junio de 2017, en la ciudad de Barranquilla, Colombia, y en el marco de la sexta edición del Festival Urbana Rock, Vicente forma parte de la banda soporte como baterista del vocalista de Heavy Metal Tim "Ripper" Owens (Ex Judas Priest, Iced Earth), compartiendo ese honor con sus compañeros de la banda Gillman: Luis Loyo en la guitarra, y Dieter Cedeño en el bajo.

## Discografía

### Álbumes
Con Gillman:
- Clásicos recargados (2015)
- Mas Vivo y en Vivo (2016)
- Levántate y pelea Edición 40 Aniversario (2017)

### EP
Con Arcuri Overthrow:
- Inicio (2011)